# Hypena proboscidens
Hypena proboscidens là một loài bướm đêm trong họ Erebidae.